# سمك شوب الجلد الشمالي
سمك شوب الجلد الشمالي (مُعَرَّب من الاسم الشائع الإنجليزي:Northern leatherside chub) (الاسم العلمي: Lepidomeda copei) هي أسماك شبّوطية تتواجد في غرب أمريكا الشمالية.

## موطن
تتنوع هذهِ الأسماك من أعلى نظام نهر الأفعى في كُلٍ من أيداهو ووايومنغ، في الولايات المتحدة حيث تَمَّ إدخالها على الأرجح كطُعُّم للصيد في جنوب نهر سيفر [الإنجليزية] في ولاية يوتا، وتوجد عادةً في الأنهار التي تَصب في البحيرة المالحة الكبرى وبحيرة يوتا [الإنجليزية]. وتتواجد في نظام نهر كولورادو، مثل خزان الفراولة [الإنجليزية] ونهر برايس [الإنجليزية] في ولاية يوتا. على الرغم من أنه لا يزال يتعين تحديد ما إذا هذهِ سمك الشوب الجلدي الشمالي أو سمك شوب الجلد الجنوبي (أي لم يَتم التحديد أي واحدة متواجدة في الموقع بشكلٍ مؤكد).
موطن هذهِ الأسماك هو الجداول الشمالية والأنهار الأكثر برودة مع التيارات المعتدلة. تم استخدام هذا السمك على نطاق واسع كطعم للصيد (أسماك طُعم).

## وصف
هذهِ السمكة صغيرة الحَجم يبلغ أطول طول لها حتى 15 سم (قد تكون نصف ذلك الحجم أحيانًا). الطول الشائع 8.5 سم بالنسبة للذكور (غير مُختلط). الجسم يكون مُدبب ومُغطى بقشور صغيرة فوق الجلد ذات ملمس جلدي (من هنا أُخِذَ الاسم الشائع وليس الاسم العلمي). اللون العام مزرق من الناحية الظهرية ويكون فضي من الناحية البطنية؛ تتميز الذكور بوجود بُقع من اللون البرتقالي والأحمر على محاور لزعانفها المزدوجة وعند قاعدة الزعنفة الشرجية وعلى طول الفص السفلي من الذيل، بالإضافة إلى بقع حمراء ذهبية في الطرف العلوي من فتحة الخياشيم وبين العين والفك العلوي.

## تاريخ التَسمية
سُمي في الأصل تحت الاسم العلمي: Squalius copei ثم وُضعهُ لاحقًا من ضمن فصيلة الشوب الغربي (الاسم العلمي: Gila) وعلمًا بأنهُ تمَّ لاحقًا فصل هذا الشوب رسميًا، ووصفهُ إلى جنس أصنوفة أحادية الطراز.
في عام 1945 تم التحقق من هذا السُلالة في النهاية وذلك باستخدام بيانات تسلسل الحمض النووي دنا المتقدرة 12S rRNA . يبدو أنها قريب إلى حد ما من spinedaces (جنس Lepidomeda) و spikedaces (جنس Meda) ، ولكن لم يتم حل سلالة السلالة وصلاحية الفرع الحيوي المقترح بشكل كاف (وفقًا لـ Simons & Mayden 1997) ، وصنفته قاعدة الأسماك الآن كنوع من Lepidomeda [الإنجليزية] بالإضافة مع سمك شوب الجلد الجنوبي.

## قراءات مُتعمقة
- Simons, Andrew M. & Mayden, Richard L. (1997): Phylogenetic Relationships of the Creek Chubs and the Spine-Fins: an Enigmatic Group of North American Cyprinid Fishes (Actinopterygii: Cyprinidae). Cladistics 13(3): 187-205. دُوِي:10.1111/j.1096-0031.1997.tb00315.x (HTML abstract)
- Sigler, William F. & Sigler, John W. (1987): Fishes of the Great Basin: 173-175. University of Nevada Press, Reno.
- Johnson, J. B., Dowling, T. E., & Belk, M. C. (2004). Neglected taxonomy of rare desert fishes: congruent evidence for two species of leatherside chub. Systematic Biology, 53(6), 841-855.